# 天月あず
天月 あず（あまつき あず、2000年7月19日）は、日本のAV女優。神奈川県出身。LINX所属。

## 来歴

### 星なこ
2020年9月、Million専属女優としてAVデビュー。マインズ所属。
芸名は本人が元々「なこ」という名前を使用したかったことから事務所サイドと考え決定。「星なこ＝星な子＝STARなCHILD」という発想から別名、二つ名が決まり、プロモーションではスター・ウォーズ風のあおり映像が使用された。
AVデビューのきっかけは海外映画をきっかけに、高校1年生の時に海外ポルノ（洋ピン）を目にしたことからインタビューでは森林原人の言葉を借りて「AVの向こう側が見たかった」と述べている。その後日本のAVも見ることになるが、最初に目にしたのがスカトロモノやゲロ作品であったため「日本のAVはなんということだ…」と思ったという（のちにその作品が『ゲロ浣腸エクスタシーX』（2008年、ドグマ）であったと明かしている）。その後、日本の企画作品やフェチ作品、他の女優のデビュー作品も目にして前述のように好奇心を抱いた。
エロティシズム全般に興味があり、AV女優として最終的にはNGの無い女優、晶エリーに憧れを抱く。
2021年2月、月刊FANZA発表「このAV女優がすごい!2021冬」で新人部門3位獲得。
プロデューサー変更に伴い、2021年3月以降の作品では髪型をボブに変更。アントニオ猪木の“環状線理論”として、よりジャンル外の層に向けて発信していく。
2021年10月発売『電撃引退記念 星なこ COMPLETE BEST 5時間』をもって現役を引退。後年この当時を振り返り、「AVが嫌いで辞めたわけではない」と述べている。

### 天月あず
2022年8月、天月あず（あまつきあず）の芸名でTwitterアカウントを開設。LINX所属として復帰を明言。2023年3月よりE-BODYとFitchのW専属女優となる。復帰理由は「AVに出たことがデジタルタトゥー化するだけでいいのか?と考えた結果」だとしている。事務所に関しては尊敬する沙月恵奈と同じ事務所ということで選んだ。
2023年10月9日週FANZAレンタルフロアランキングにて、『残業中に大雨で帰れなくなり人懐っこい同僚宅に泊まることに…濡れた美巨乳と無防備なパジャマ姿に興奮した僕は嫁がいるのに朝まで何度も不倫中出し 天月あず』（E-BODY）が初登場2位にランクイン。10月30日週および、11月6日週、11月13日週FANZAレンタルフロアランキングにて、『ショートカットと笑顔が可愛いあのコは放課後のセックスで気持ち良くなりたいむっちり巨乳な裏垢女子 天月あず』（Fitch）が初登場以降3週連続2位となる。
FANZAレンタルフロアにおいては、同年11月の月間女優ランキング2位となった。
2024年5月より企画単体に移行。FANZA通販フロア2024年7月度ランキング3位。同年7月22日週FANZA通販ランキングで『勃起乳首でノーブラ露出デート 天月あず』（h.m.p）が初登場2位にランクイン。同月には憧れていた沙月恵奈とレズ作品で共演し、レズ解禁した。
FANZA通販フロア2024年8月度女優ランキング第10位。
2024年10月14日週FANZAレンタルフロアランキングにおいて、『いやらしすぎる嫁の肉体 3 このスケベな身体が男を狂わせる 天月あず』（ながえSTYLE）が第5位にランクイン。10月28日週同ランキングでは同作が8位。『夫の父に弄ばれた一週間 快感に狂わされた息子の嫁 天月あず』（プラネットプラス）が新たに7位にランクインするなどレンタル界隈でヒット作が続いた。2024年10月度FANZAレンタルフロア月間AV女優ランキング第2位。FANZAレンタルフロア2024年11月度月間AV女優ランキング3位。
2025年6月2日週FANZA動画フロアランキングでは、2024年発売の『笑顔がキュートなむっちりBODYの美少女 天月あず1st12時間BEST』（fitch）がランキング10位まで急上昇した。
2024年までは「AV女優としてバリバリ」であったが2025年に入ると作品数を絞っており、勉学との両立を図っている。2026年に就職を予定しており、以降は生活に支障が出ない範囲で普通とアブノーマルの世界の間をうろつきたいとしている。

## 人物
初体験は高校1年生の時で、相手は2歳上の童貞彼氏。デビューまでセックスで満足をしたことがなかったが、デビュー作でプロの男優を味わい、気持ちよさのあまり初めて潮吹きを経験した。AVデビューにより公私ともに相手に寛容になれたと述べており、かつてならイケない男性と当たった際にイラっとしていたものが、仕方ないよね人間だものと寛容になれたという。また、顔面騎乗プレイが好きな男性の心情なども理解できなかったが、自身がレズ作品を通して体験することにより「好きな人に乗られるってイイな」と理解ができたと述べている。
AV女優としての実感が湧いたのは企画単体になってからで、半裸で相撲を取る作品やスカートの中に特化した作品など様々な角度の性を体感し、セックスへの率直な欲求も出た。またこうした企画作品を経験したからこそ、王道ラブラブモノやドキュメント作品も楽しめているという。
ライターのくろがね阿礼は「ショートカットが似合う清純派の顔立ちに、男好きのするグラマラスボディがまぶしい」と容姿を評論し、「攻めテクのキレに定評がある」と論じた。
喋ることが好きで喋り過ぎのあまり過呼吸を起こしてしまったことがある。
趣味は映画鑑賞。水族館巡り。好きな食べ物はたらこ、トマト、白米。好きな動物はイルカやシャチなどの鯨類。なお両親とも板前経験があり、母は寿司屋で勤務、父はフグ料理店やスッポン料理店経営者と魚には縁がある家系である。
猫を飼っている。

## 作品

### アダルトビデオ
星なこ 名義
- 新人 星なこ AVデビュー（9月11日、Million）[29]
- いっぱい出ちゃった! ～大量顔射と潮吹き3Pセックス～ 星なこ（10月9日、Million）
- 絶対にヤレる? 噂の新人ピンサロ嬢 星なこ（11月13日、Million）[31]
- ブッ壊れちゃう激ピストン 星なこ（12月11日、Million）

- 完全主観 極上おもてなし風俗4変化 星なこ（1月15日、Million）
- 新人女教師が痴女って童貞男子を優しく筆おろししてあげる 星なこ（2月12日、Million）
- カラダ中の分泌物がダラダラに垂れてもフェラし続けたい。 星なこ（3月12日、Million）
- ナマ中出し解禁 子宮に浸透する濃厚種付け3本番 星なこ（4月9日、Million）[32]
- ダメだとわかっていても…ムリだ。親友の妹のゼッタイ見惚れてしまうパンチラ誘惑に何度も負け続けているボク 星なこ（5月13日、Million）[33]
- 彼氏と望まない禁欲生活が続く中、絶倫先輩の10発射精プレイに猛烈にのめり込んでしまった私。 星なこ（6月13日、Million）
- あざと可愛く生きてきた人生…完全終了。たらし込まれたストーカーたちによる集団復讐レ×プに座ることも許されなかった。 星なこ（7月13日、Million）
- 男を痴女り続けてきたギアチェンジ式テクで追撃的にこねくり回す変速MEN’Sエステ 星なこ（8月13日、Million）
- ぶっかけ解禁 ALL本物精子53発 星なこ（9月14日、Million）
- 電撃引退記念 星なこCOMPLETE BEST 5時間（10月12日、million）※単体ベスト

天月あず 名義
- 学校一可愛いショートカット制服美少女 早熟Fcup天月あず専属AVデビュー だけど同級生より先生に恋しちゃう無類のオジサン好き。（3月21日、E-BODY）
- ショートカットと笑顔が可愛いあのコは放課後のセックスで気持ち良くなりたいむっちり巨乳な裏垢女子 天月あず（4月4日、Fitch）
- 僕が昔から大好きな普段地味だけど実は美少女で隠れ巨乳のあずちゃんが、大嫌いなセクハラ巨漢教師の種付けプレスで快楽堕ちしてしまうだなんて… 天月あず（4月18日、E-BODY）
- オヤジのハメ撮りドキュメント ねっとり濃厚に貪り尽くす体液ドロドロ汗だく性交 天月あず（5月2日、Fitch）
- 可愛くて巨乳でH好きな25歳差の全肯定愛人に僕の順風満帆だった結婚生活が脅かされている… 天月あず（5月16日、E-BODY）[30]
- 学校でセックスしたくてたまらないむっつりスケベな制服美少女の生々しい汁まみれ潮吹き絶頂 天月あず（6月6日、Fitch）
- 残業中に大雨で帰れなくなり人懐っこい同僚宅に泊まることに… 濡れた美巨乳と無防備なパジャマ姿に興奮した僕は嫁がいるのに朝まで何度も不倫中出し 天月あず（6月20日、E-BODY）
- 俺の家ではいつも全裸で家事もSEXも喜んでやってくれる従順ご奉仕タダマン女 天月あず（7月4日、Fitch）
- 清楚な女子大生と思われてますが実は童貞を調教して自分色に染めたいSEX大好き甘サド巨乳ビッチ 天月あず（7月18日、E-BODY）
- 天使のような笑顔で癒すピチピチ巨乳泡姫! 完全主観で逆バニーがめっちゃ気持ち良くしてくれる 発射無制限! 濃厚中出しソープランド 天月あず（8月1日、Fitch）
- 田舎は楽しみがSEXくらいしかないよ?笑 転校先で出会ったショートカット巨乳美少女2人に汗だくで何度も痴女られ中出しされまくった都会育ちの僕 天月あず 千石もなか（8月15日、E-BODY）
- 定年間近の教師が最後の修学旅行中に… 普段はとっても真面目な校内イチむっちり可愛い教え子の濃厚過ぎるフェラ夜這いで精子を抜き取られてしまった2泊3日 天月あず（9月5日、Fitch）
- 彼女が家に来ているときに限って… ブリンブリンなノーパン巨尻を擦りつけて僕の精子を根こそぎ搾り出す幼馴染 天月あず（10月3日、Fitch）
- 校内逆NTR 可愛い猫なで声で中出しOKささやきしてくるむっちりロリ巨乳に今日も不貞行為を止められない… 天月あず（10月17日、E-BODY）
- 彼女の妹がめちゃくちゃドストライク過ぎたから白ムチの肉体を媚薬漬けにして絶頂潮吹き肉便器調教! 天月あず（11月7日、Fitch）
- 家庭教師のアナタが甘え上手な巨乳教え子に射精管理されちゃうアニメ声淫語 & 美少女見つめ合いオナサポ 天月あず（11月21日、E-BODY）
- 愛する彼氏を守るため… 店長の言いなり性奴隷となり媚薬中出し調教でイキ堕ちした巨乳アルバイト 天月あず（12月5日、Fitch）
- 初めて出来た彼女を脱がしたら… 着衣から想像できない抱きごこち抜群むっちり美巨乳 大興奮の僕は性欲尽きるまでハメまくった 天月あず（12月19日、E-BODY）

- 匂いたつむっちりボディは欲情まみれでいつも汗だく! オチ○ポ大好きドスケベ若妻のベロ舐め誘惑 天月あず（1月2日、Fitch）
- 10年振りに再会した喪女ニートなのに乳は立派に成長してた義妹と汗だく中出しSEXしまくった帰省中の3日間 天月あず（1月23日、E-BODY）
- 野球部顧問、部員、担任… 周囲の男達全員の性処理玩具にされた巨乳マネージャー 望まない絶頂を強いられる汗だくレ×プ輪姦 天月あず（2月6日、Fitch）
- 6年ぶりに再会した純粋無垢な幼なじみがビッチに大変身!? 無防備なハミ巨尻に我慢できず家族に内緒で3日3晩ハメまくった 天月あず（2月20日、E-BODY）
- お義兄さんのオチンチン大きすぎ!! 生まれて初めて見たデカチンの虜になった巨乳娘が家族に隠れておねだり生セックス 天月あず（3月5日、Fitch）
- 巨根すぎて施術中に先っぽ1cmがハプニング挿入!? 知らんぷりでピストンしたらエステ嬢がハマって行く度に勝手に裏オプ挿入するようになった 天月あず（4月1日、E-BODY）
- 笑顔がキュートなむっちりBODYの美少女 天月あず1st12時間BEST（4月2日、Fitch）※ベスト
- 娘のお陰で贅沢な生活ができそうです。一方、娘は買われた義父のデカチンを早速気に入ったようです。 天月あず（4月16日、E-BODY）
- 会社の飲み会途中で酔って電話をかけてきた彼女の様子が少し変で…心配になって自宅に駆け付けたら会社のヤリチン後輩のチ●ポに跨って逆種付けプレスしていました 天月あず（4月23日、本中）
- SNSでもバズった!ぽちたろ原作を遂に実写化! 隣人がち〇ぽ借りに来る話 -実写版- 天月あず（5月7日、MOODYZ）
- 好きでもない劇団員たちと演技レッスンと称して 汗だく中出しセックスするのは巨乳劇団員が生き抜くための役作り 天月あず（5月21日、E-BODY）
- 彼女のお姉さんは巨乳と中出しOKで僕を誘惑 天月あず（5月21日、OPPAI）
- 学校一可愛いショートカット巨乳美少女 天月あず E-BODY専属1周年記念 デビューからの7タイトル全本番ベスト（6月18日、E-BODY）※単体ベスト
- いもうとケータリングサービス ラブドールがいもうとに!? 圧倒的おっぱいの爆乳いもうと溺愛中出しエッチ 天月あず（7月2日、桃太郎映像出版）
- 「可哀そうだから擦ってあげようっか!」 童貞チ〇ポをからかうヤンチャな幼馴染にチ〇コス素股で遊ばれていると… まさかの濡れすぎニュルっと生挿入!! ぬるぬるマ〇コは即イキ締め付けで離してくれず抜かずの中出し暴走ピストン 天月あず（7月2日、ワンズファクトリー）
- 僕に彼女が出来た途端に嫉妬した幼馴染が、「私ともセックスしてほしい」と言い出して彼女に内緒で何度も求め合った。 天月あず（7月2日、BeFree）
- 【オフパコ × 巨乳 & 巨尻】 夢も希望もぜ～んぶ枕に詰まってる! 私を推しにしてね★ 美少女レイヤーコスプレ業界成り上がりエチエチSEX 天月あず（7月2日、ABC/妄想族）
- 憧れていた学生時代の先輩をレズ風俗で見つけてしまって… 何度も指名しては焦らされ痴女られる小悪魔性感サービスに身も心も溺れ沼った私。 天月あず 沙月恵奈（7月9日、ビビアン）[14]
- 男友達みたいなあずが急に女らしくなったと思ったらまさかチャラチ●ポ達に媚び売るメスマンだったなんて… ボーイッシュ幼馴染NTR 天月あず（7月16日、MOODYZ）
- 騙されて始めたメイド派遣サービスでご奉仕ドM性癖が目覚めてしまった巨乳人妻の闇バイトNTR 天月あず（7月16日、溜池ゴロー）
- アニメ声優（巨乳）がこっそり在籍する囁き淫語メンズエステ（7月16日、OPPAI）
- 学校イチ人気で眼鏡が似合う生徒に校則違反水着で迫られ… 何度も何度もあずと中出しSEXしてしまった 天月あず（7月23日、クリスタル映像）
- 妻の出張中、義理の妹・あずに誘惑された僕は30日間溜めた精子が空になるまで濃厚中出しセックスをした…。 天月あず（7月23日、マドンナ）
- 中出し巨乳パフパフ肉感娘あずちゃん Fcupやわ乳パイズリ!  乳揺れ! 尻揺れ! 激震騎乗絶頂! ＃オフパコ娘とホテルお籠もり淫乱絶頂SEX 天月あず（7月23日、オーロラプロジェクト・アネックス）
- レンタル彼女を呼んだら天月あずが来ちゃって胸アツ（7月23日、マッシュルーム/妄想族）
- ぼく専用の中出しご奉仕性欲処理ペット 天月あず（7月23日、セレブの友）
- 両想いの担任と…今日は朝まですごします。 天月あず（8月4日、ワープエンタテインメント）
- お義父さんと毎日子作りしなさいと母親に言われています。 天月あず（8月6日、アタッカーズ）
- 嫌いな義父に夜這いされて… 天月あず（8月6日、ワンズファクトリー）
- 精子採取のお仕事! 患者の大事な精子を無駄撃ちさせるのが趣味のNTR大好きナース 2 天月あず（8月6日、DEEP'S）
- 彼女の妹の部活女子巨乳J系を媚薬オイル乳首ハラスメントで敏感早漏体質に仕立てあげ何度も乳首イキさせまくってキメセク中出しした。 天月あず（8月6日、LUNATICS）
- 港区でひときわ輝く女性をナンパしたらセクシー女優の天月あずさんだったので説得して3Pさせてもらった。ヤッター!!（8月6日、バビロン/妄想族）
- これぞ王道 神ビキニ 天月あず 昭和アイドルやキャンギャル、令和グラドルまで多くの女子の秘部を隠してきたビキニを巨乳や美乳、パイパンから剛毛、無防備ワキやハミ毛を超接写で舐め回す 絶対脱がさない完全着衣だからこそのポロリやハミ出しAV（8月8日、親父の個撮）
- 「わたし…おじさんにオッパイを滅茶苦茶にされたい…」 中年チ〇ポ偏愛巨乳女学生 ひとり留守番中に近所のオジサン達に悪戯されて…淫乱中出し孕ませ懐妊 先生もクラスメイトも知らない本当の私… 天月あず（8月13日、オーロラプロジェクト・アネックス）
- ルーティーン バレそうなほど燃える! オナニーが大好きな巨乳クラスメイトと階段でこっそりハメるのが一番気持ちいい! 天月あず（8月20日、無垢）
- オイルマニア 天月あず（8月20日、プラネットプラス/七狗留）
- パワーウーマン 羞恥謀略（8月23日、GIGA）
- 勃起乳首でノーブラ露出デート 天月あず（8月23日、h.m.p）
- 乳首オナニーでイク15人の女たち! Vol.2 ～ビンビン『乳首』で極限状態にイキ狂うド淫乱女優たち!!（8月27日、セレブの友）
- シロウト観察 モニタリング ハイパー陽キャエロ娘の凸撃素人狩り! メガ乳スペクタクルに理性ブッ飛び生中出し DVD販売店編 & ビデオボックス編 天月あず（9月3日、桃太郎映像出版）
- クラスでは静かで真面目な生徒はバレたらヤバい状況で焦る男にニヤニヤ挑発する小悪魔J系だった! 密着囁き淫語で誘惑されて… 天月あず（9月3日、FunCity/妄想族）
- いやらしすぎる嫁の肉体 3 このスケベな身体が男を狂わせる 天月あず（9月10日、ながえSTYLE）
- ナチュラルハイ25周年記念作品 満員電車OK娘スペシャル 全裸露出編 絶対NGの美巨乳制服少女を野外羞恥の快感で大量ぶっかけまでOKさせろ 5作品総集編付き2枚組（9月12日、ナチュラルハイ）
- 見ても絶対に引かないって約束して（9月12日、MERCURY）
- 杭打ちピストン & 種付けプレス ぐちょ膣を射抜く! 天月あずの本気の汗だく絶頂セックス（9月24日、TEPPAN）
- 射精管理は突然に… 隣に住む美乳美尻な陽キャビッチに射精を支配されたボクの涙のオナ禁生活 天月あず（9月24日、クリスタル映像）
- 時間よ止まれ 時間停止の世界 巨乳OL温泉旅行サイレント性交 天月あず 吉根ゆりあ 宝田もなみ（9月24日、まるかあの/妄想族）
- 倉庫勤務中でも拒めずやらせてくれる地味巨乳パート妻は騎乗位になると物凄いこねくり腰で中出しをせまるエロ狂いに豹変 2（9月26日、ナチュラルハイ）
- コレ緊急で動画撮ってます（9月27日、MERCURY）
- 完全主観 ナマイキな妹はボクが彼女とエッチ出来ない様に囁き騎乗位で何度も中出しさせてきた 天月あず（10月1日、BeFree）
- 去年まで女子校だったバレー部に入部したら… 男はボク一人!? ハードな練習と責任で欲求不満なキャプテン2人に教育と称したW密着汗だくBODYプレスで精子ぶっこ抜かれた思い出の日々 瀬田一花 天月あず（10月1日、MOODYZ）[34]
- この子ヤバイ!! ベテランAV監督が男優に嫉妬するレベルの可愛さ! 日本の宝です。 天月あず（10月1日、S-Cute）
- M男の乳首が大好きです♡ ずう～っとチクビをチロレロ責めする舐めチクJ系 天月あず & 乙羽あむ（10月4日、ワープエンタテインメント）
- 最高級美女 中出しソープ 天月あず（10月10日、アイエナジー）
- 先生のことが大好きになってサセ子を卒業するあずあずの修学旅行抜け出し青空ベロキスデート 天月あず（10月10日、ChuChuGirl）
- 休日にストロング缶片手にテンションあがって家に押しかけてくる近所のお姉さん!（10月10日、LEO）
- FANZA同人コミック シリーズ累計37万DL超え! 学園逆NTR作品! 実写版! 初めて彼女ができたのに… 全集 柏木こなつ 天月あず（10月15日、Fitch）
- 放課後にセルフ露出する優等生J系を見つけたので… 2【J系4名】（10月15日、山と空/妄想族）
- 夫の父に弄ばれた一週間 快感に狂わされた息子の嫁 天月あず（10月20日、プラネットプラス/七狗留）
- 元M性感No.1嬢の妻が受け身なボクを飼いならす結婚生活。天月あず（10月22日、まるかあの/妄想族）
- 家事代行サービスでやってきたデカパイお姉さん! ブルンブルン乳を揺らしながら家事をする姿に我慢できずセンズリしてたらバレてしまい、発情して中出し搾精されまくる! 天月あず（10月22日、かぐや姫Pt/妄想族）
- おっぱい道 天月あず（10月24日、WildOne）
- もの凄い性欲! 仕事と子育てでオナニーする暇もないシングルマザーと中出しSEX あずみ 27歳（10月24日、コスモス映像）※「あずみ 27歳」名義
- むっちりFカップBODYのショートカット美少女 天月あず2nd12時間BEST（11月5日、Fitch）※単体ベスト
- スペルマNTR流出動画 一般から応募!! 「僕の可愛い彼女寝取って下さい」 婚約中の彼氏の寝取られ願望に従順巨乳娘。（11月5日、ナンパJAPAN）
- 真・時間が止まる腕時計 パート29 天月あず 有加里ののか 朝比ゆの 乃木ちはる MOMONE（11月7日、ROCKET）
- 本日も元気にOPEN!! 予約の取れない男性専用脱毛サロン『代官山シルキータッチ』エロすぎるセラピストの施術がSNSで話題になっている!!（11月7日、LEO）
- 彼女のお姉さんに痴女られました… 巨乳でビッチ全開な美人姉と彼女の留守中に何度もハメて完全にドハマりしたボク。天月あず（11月12日、クリスタル映像）
- オトコを虜にする抱き心地バツグンのむっちり美少女 天月あず E-BODY卒業ベスト最新6タイトル全本番収録8時間（11月19日、E-BODY）※単体ベスト
- 「Z世代の弟は引きこもり…」 毎日弟のために乳を飲ませています（11月19日、OPPAI）
- WNTR 不倫の虜 汗と体液と濃厚性交 × 4（11月22日、h.m.p）
- ノーハンドフェラは奴隷の証! 14 手を使わずにフェラチオする11人の素人娘（11月26日、かぐや姫Pt/妄想族）
- Fカップキャバ嬢はアフターのアフターで中出ししにくる あず (23)（11月27日、First Star）
- 完全プライベート映像 Fカップボーイッシュ天真爛マン子 天月あずちゃんと初めての二人きりお泊まり（12月3日、パコパコ団とゆかいな仲間たち/妄想族）
- 友達の彼女（ドS）におもちゃのようにち●こ弄ばれ手コキでお仕置きされた僕。2（12月6日、LEO）
- 2024年度 新中野高専 触手運動会（12月12日、SHIGEKI）
- 合宿先で巨乳後輩に誘われてヤリ相部屋で発情 汗だくオッパイ舐めしゃぶり何度も中出し!（12月17日、OPPAI）
- 電車の中でインナーを抜き取られ透け巨乳を見られる羞恥で抵抗できないシアーシャツ女子（12月26日、ナチュラルハイ）
- アナルのシワの数までハッキリわかる! ノーモザイク連続絶頂アナル見せオナニー 30（12月26日、アイエナジー）

- 実写版! パパとママがいない間に… 天月あず（1月7日、Fitch）
- 素股プレイでハプニング!! 姉がセックスの伝授中にガマン出来ずにヌルンと挿入!! 6（1月8日、LEO）
- 【AI2.0】従来の生成AIモデルを超えた豊かな表情と超リアルムーブ 最先端技術により創り出された（早熟すぎる制服少女の生巨乳、ち○ぽとえっちが大好き、笑顔で中出し懇願）をインプット 坂道*マイ（1月14日、KNIP）※「坂道*マイ」名義
- セクハラママさんバレー! 11 ハイレグブルマ姿の人妻10人が挑む過酷なエロトレーニング（1月14日、かぐや姫Pt/妄想族）
- ケツ穴のシワまで丸見えにして、アナタだけに見せつけるオナニーで激イキする15人の女たち! vol.4（1月14日、セレブの友）
- 色白デカ尻の家事代行おばさんに即ハメ！デカチンの虜になった人妻が翌日勝手に押しかけてきたので満足するまで何度も中出ししてあげた 38 天月あず（1月21日、DEEP'S）
- 休日に彼女と。笑顔の裏は性欲まみれ 我慢できない種付け温泉旅行 天月あず（1月21日、S-Cute）
- オナサポ!! 女子○生 着衣で全裸で挑発的ダンス 11（1月21日、かぐや姫Pt/妄想族）
- ご主人様のチ●ポを監視!! おっきなおっぱい、ぬるぬるのベロ、そしてぐちょぐちょのオマ●コでちょっとでも勃っちゃったらすぐに搾り取られる超過剰サービス!! 天月あず（1月28日、かぐや姫Pt/妄想族）
- 無反応セックス カノジョはスマホ依存。ハメられてることに最後まで気づかない。（1月28日、まるかあの/妄想族）
- 射精の瞬間を見逃さない! 精子の出口をガン見射精（1月28日、SEX Agent/妄想族）
- もうすぐ転校する生徒が思い出作りをしたいからと婚約中の僕に迫ってきた話 天月あず（2月4日、アタッカーズ）
- じゅるネチョ音とささやき淫語で耳からトロけるASMRメンズエステ 天月あず（2月7日、ワープエンタテインメント
- SNSでバズった温泉宿の看板娘は巨乳美人姉妹!! 天月あず 羽月乃蒼（2月7日、LEO）
- あたシコ欲全開女子! オナペにしてるクラスメイトのエロ自撮りを発見してから僕は彼女のいいなりM奴隷 天月あず（2月11日、BALTAN）
- 「お兄ちゃんシコシコしてして」 こっそり出演!? オッパイぷるるんアニメ声優が甘～い声で淫語オナサポ!（2月18日、OPPAI）
- バイト先で大好きな彼氏とエッチな遊びをしてたらバレて罰として逆バニーで働かせられた私。死にたいぐらい恥ずかしい姿になぜか興奮した変態娘。 天月あず（2月20日、ChuChuGirl）
- リアル白衣の天使ナースさんにインポで童貞に悩む男のオナニー介抱してもらいました!! 美し過ぎる裸体のナースにギン勃ちしたチ〇ポをズブリ! 生中出しで童貞卒業させてくれました! 2（2月20日、アイエナジー）
- 中野のハロウィンで見つけたパリピが挑戦! 巨乳の彼女が何をされても我慢できれば100万円ノーリアクションゲーム!（2月20日、SHIGEKI）
- 素人なのにディルドオナニーで激しく感じちゃう一般人娘 15（2月25日、かぐや姫Pt/妄想族）
- 即尺おしゃぶり入り浸りギャル 転がりこんだ男の家でザーメン15発ぶっこ抜く生活能力ゼロでもしゃぶるのは上手いビッチちゃん 天月あず（3月4日、MOODYZ）
- セックスよりも気持ちいい ご主人様だけを見つめるご奉仕好きのメイド主観フェラチオ 撮りおろし15連発（3月4日、桃太郎映像出版）
- 脱いだらすごかった地味メガネ巨乳!!（3月7日、LEO）
- 憧れの女上司と2人きり… 7（3月7日、LEO）
- 新・世界一ザーメンを大量に発射する男の超ぶっかけSEX 天月あず（3月11日、ROOKIE）
- 【完全主観】24Hいつでも可愛い子が手軽に買えてハメれる! 近未来の飾り窓コンビニ! ドリンクケースにはコンビニ嬢たち! 実物をじっくり見てその場で指名!（3月11日、Hunter）
- ど変態ヒロイン仮面（3月14日、GIGA）
- 救星戦隊ワクセイバーSP 前編（3月14日、GIGA）
- 妻がいる至近距離で平然とマッサージしながらこっそりチ○ポを挿入し腰振り騎乗位で中出しまでさせるエステティシャン 11（3月20日、ナチュラルハイ）
- M男専用密着ささやき淫語で何度もヌカれちゃう無制限射精ソープ 天月あず（3月25日、痴女ヘブン）
- 仁王立ちフェラチオ & パンツの中に大量射精（3月25日、SEX Agent/妄想族）
- 全身性感メンズエステクラブ（3月25日、まるかあの/妄想族）
- 救星戦隊ワクセイバー スペシャル 後編（3月28日、GIGA）[35]
- 彼女の巨乳妹の無防備パンチラ誘惑に我慢できず本物精子ぶっかけパンティを穿かせてザーメン素股! マン汁と精液でグチョグチョになった発情J系ま○こにヌルッと挿入してたっぷり連続腟内射精した。 天月あず（4月1日、LUNATICS）
- 制服美少女と性交 天月あず（4月5日、ドリームチケット）
- 「早く咥えてってばぁ!」 妊活のためオナ禁してる僕は妻の妹に誘惑されてガマン限界フル勃起… なのに執拗な寸止めフェラで何度も暴発‘台無し射精‘させられ続けた 天月あず（4月8日、アリスJAPAN）
- How to 学園 観たら【絶対】SEXが上手くなる教科書AV 【中折れ（ED）解消編】 天月あず（4月8日、バレマンッ!!/妄想族）
- 産婦人科痴漢!! 25 何も知らない若妻に治療と称して中出しまでっ!! 天月あず 柏木こなつ 月野かすみ（4月10日、LEO）全3名
- 敵幹部の性技に溺れるイキまくりヒロイン SPコスモエンジェル（4月11日、GIGA）
- 「ご飯にする? お風呂にする？それとも私?」を天月あずがやったら想像以上にエロ過ぎた。（4月15日、S-Cute）
- SNSの広告に釣られてパーソナルジムに入会したら… 透けパン美巨尻ド淫乱トレーナー達のスパルタ教育でザーメンを根こそぎ搾り取られた僕! 椿りか 末広純 天馬ゆい 天月あず（4月29日、Fitch）全4名
- 「押しに弱くエロに寛容なナースの皆さん! Z世代のSEX苦手な早漏男子に自信をつけてもらうためエッチ練習と称してLet‘s How to 性交チャレンジ! SEXでイカセられたら100万円（4月29日、はじめ企画）
- じんかくそうさ洗脳催眠 45歳無職のおじさんが弟になって真面目女子●生を潮吹きドバドバ洗脳で完全支配しまくった編 天月あず（5月6日、山と空/妄想族）
- 一度ハマると抜け出せない全裸露出沼 天月あず（5月8日、ナチュラルハイ）
- おっぱいをおっぱいで挟み合う‘パイパイズリ’の圧迫に大興奮! 巨乳ナースと巨乳患者が乳首と乳首で感じ合う退院までの乳くり1週間 月野かすみ 天月あず（5月8日、凸凹はぁと）
- 同じセリフしか言わないRPGのモブキャラを犯しまくりたい! パート5 天月あず 三田サクラ 愛瀬ゆうり（5月8日、ROCKET）全3名
- マジックミラー号 スーツ姿の女子大生 & 新社会人OLが何度も射精させるほど高額賞金GET! 連続射精チャレンジ! 発射を促すためにキツキツ桃色おま〇こに挿入も!? 8名出演大量36発射SP!!（5月8日、SODクリエイト）
- 密かに好きだったデカパイ地味子とまさかのセフレ三角関係に。真逆なキャラの2人と理性を失いハメまくる純情Wデカ乳ハーレムに溺れたボク。 羽月乃蒼 天月あず（5月13日、ダスッ!）[36]

- 中出し孕ませ新婚生活 天月あず（5月27日、Million）
- 超個人用個撮ハメ撮り エロすぎる雑魚マ○コに理解らせ中出しなまぱこ あず（5月27日、First Star）※「あず」名義
- 巨乳水着ギャルばかりを狙う海の家ナンパエステ 28（6月3日、変態紳士倶楽部）
- 汗と匂いとSEX 天月あず（6月3日、S-Cute）
- 突然義姉と義妹が出来てしまった件EX ブ男に突然できたブラコンの姉と妹に中出ししまくりヤリ放題。 天月あず 皆月ひかる（6月10日、ROOKIE）
- ド田舎に飛ばされたエリート女捜査官 事件など起きるコトもなく汗だく箱ヅメ不倫SEXに明け暮れる駐在さんと私… 天月あず（6月17日、MOODYZ）
- 金、職、彼女ナシ。性欲だけ溢れてるダメダメな俺（叔父）を孕みざかりのデカ乳押しつけて 励まし淫語とラブラブ密着SEXで全肯定するダメ男製造機のJ●姪っ子 天月あず（6月17日、OPPAI）
- ドスケベ爆乳4人姉妹 ド田舎の暇潰しで親戚の僕らを四六時中痴女ってくる7日間 爆裂乳揺れピストン騎乗位が超ヤバイっ! 天月あず 姫咲はな 宍戸里帆 有岡みう（6月24日、痴女ヘブン）
- 【個撮】どこでもフェラ 20 11人（6月24日、かぐや姫Pt/妄想族）
- デリヘル呼んだら妹が来た! 結果、お店に内緒で中出し本番セックスする事になる (12)（7月5日、GLAY'z）
- ギャラ飲み女子を自宅に呼んだら超ノリ良いめちゃシコ女子が来てスケベなゲームしちゃってお互い楽しくなって結局タダマンまで頂けちゃうのか!?（7月12日、ワー）
- 【夢幻調査隊】平日に一人で温泉昼飲みを楽しむ女性急増! なぜかスタイル抜群エロ度100%越え【検証】露天風呂で話しを聞いてみた結果! みんなめちゃのんべえSEX好き判明!（7月15日、姦乱者/妄想族）
- 【個人撮影】部屋とYシャツとあなた 自画撮りオナニー投稿映像（7月15日、姦乱者/妄想族）
- 半同棲カノジョ 秘密のカップルハメ撮り投稿 ＃01（7月18日、プレステージ）
- モテ女の本音。 vol.01（7月18日、DOC）
- フェラ活ごっくん温泉 3 天月あず（7月22日、かぐや姫Pt/妄想族）
- エロプリチャレンジ プリクラの中でこっそりエッチな写真撮ってきて!（7月24日、SHIGEKI）
- たとえ人妻になっても、躾けられたカラダは快楽を忘れられない。 婚約者の父親は、私の初めての相手でした。 天月あず（8月5日、アタッカーズ）
- セフレ以上、恋人未満。 ずーっとエッチしたかった! ホテルにつくと淫らな獣 天月あず（8月5日、S-Cute）
- うらキン【コスH】【恵体の超美女＆天然美少女＆えちちボインちゃん詰合せ!!】【ハメ撮り】【NNあり】コスあり私服はめ有ナマH映像集 003（8月7日、うらキン）
- 企業が社を挙げて挑む‘イキ我慢コマーシャル’「最強無反応OLは誰だ!?」 エリート女子社員無念の漏らしイキ 完全版（8月7日、SHIGEKI）
- 口づけとネイルと制服とレズビアン。 雛乃ゆなレズ解禁。Fカップの美少女2人が織りなす田舎の百合物語。 雛乃ゆな 天月あず（8月12日、ビビアン）
- スペンス乳腺開発クリニック 天月あず（8月19日、OPPAI）
- セクハラママさんバレー! 13 ハイレグブルマ姿の人妻9人が挑む過酷なエロトレーニング（8月19日、かぐや姫Pt/妄想族）
- 素人娘の全裸アナルヒクヒクオナニー（8月19日、かぐや姫Pt/妄想族）

### アダルトVR
星なこ 名義
- 春夏秋冬めくるめくの最高TIMEをどっぷり味わい尽くしたい!! ギュッと手が握れるウットリ距離で甘々に甘え合う同棲LIFE 星なこ（6月15日、KMPVR-彩-）

天月あず 名義
- お酒に酔った後輩が巨乳密着であなたを誘惑してくる相部屋逆NTR体験VR 天月あず（8月5日、E-BODY）
- 【Fitch肉感VR】天月あず初登場! 多方向アングルで魅せる極上の美巨乳と白むちボディ! いいなり従順な若い愛人とじっくり愉しむ中出し温泉不倫旅行（11月24日、Fitch）

- 【8KVR】ストレス軽減 元気回復VR ボクは今日… 同棲中の彼女の一言で救われた。 天月あず（6月21日、CRYSTAL VR）
- 【8KVR】美人家庭教師の谷間ガン見授業 あず先生の巨乳に導かれボクは何度も中出ししてしまった… 天月あず（7月27日、CRYSTAL VR）
- ＜絶対外さない回春エステ＞ 早熟Fcupおっぱい むっちむち肉感ボディ超密着 人気NO.1 挿入匂わせ確信犯セラピスト 天月あず（8月27日、kawaii*）
- UTB特化! 昔ふった後輩とメンエスで再会! 焦らし小悪魔になって連続射精させられた! 天月あず（10月9日、P-BOX VR）
- ノーモザイクでフェラテク堪能! デカチンディルドフェラ抜きVR（10月16日、P-BOX VR）全8名
- 王様性交 あなたがスキ! スキ! ゴム無しコスパコ 天月あず（11月27日、Cosmo Planets VR）
- おとうとくんには… 拒否権も決定権もないんだよ… とある日の午後… ボクは姉の友人にキスで心を奪われた 天月あず（11月30日、CRYSTAL VR）
- 親戚のお姉ちゃんの服の中に潜り込みかくれんぼ至近距離おっぱいマ●コに顔埋めてイジって舐めまくり家族が探しに来てもアへ声我慢で精いっぱいな敏感ボディに何度も密着生中出しした甥っ子ボク 天月あず（11月30日、アリスJAPAN）
- 美女8人のケツ穴くぱぁ～を近距離ガン見VR 7（12月4日、P-BOX VR）
- 母性あふれる赤ちゃん言葉＆全肯定褒め淫語ささやきASMRで僕を元気100倍にしてくれて授乳手コキ & 密着励ましSEXでストレスフリーに回復させてくれる癒やし度MAX甘々ヒーリングVR 天月あず（12月31日、アリスJAPAN）

- キスと美尻と濡れ髪SEXでボクを甘やかしてくれる‘性欲強めなカノジョ’と同棲生活 天月あず（1月16日、KMPVR）
- 僕のクラスに、とてもつよそうなオンナが入ってきた 相撲本気でやってみないか。（1月23日、SODクリエイト）
- 匂いを感じるくらい接近してくる開脚見せつけオナサポ（1月24日、AQUA）
- 天井特化アングルVR ～一緒にセクササイズしよ?～ 天月あず（1月30日、KMPVR）
- ただひたすら乳首責めVR 左乳首舐めver（2月7日、AQUA）全8名
- 舌と唾液と水音（2月21日、AQUA）
- 文化祭でクラスでやることになった催しは学生おっパブ。思春期おっぱいを舐めまくるサービスを受け流す我がFラン学校。（2月24日、SODクリエイト）
- 私生活もSEXも、ぜ～んぶ奉仕してくれる巨乳メイドの焦らしパイズリ射精管理 天月あず（2月28日、KMPVR-彩-）
- 快感の扉が今開く 至高の美貌とベロテクで男をイカせる昇天全身リップヘルス 天月あず（3月9日、
KMPVR-bibi-）
- 校則改革VR 第15条3項スカートは常に下着が見える丈の物を着用すること（3月17日、SODクリエイト）
- ダブル乳首舐め手コキの天才カウントダウン射精するまで乳首もチ○ポもお留守にしないチュパシコ特化型VR + 常に左右からサンドイッチされる完全密着ハーレム添い寝アングル（3月31日、アリスJAPAN）
- 春の健康診断 2025年度新入社員14人 300分スペシャル ＃口腔検診＃胸部検診＃経膣検査＃アナル検診（4月7日、SODクリエイト）
- ノーモザでおっぱいを100％楽しめる肌色ディルドパイズリ挟射5連発 亀頭から根元まで包み挟むデカ乳圧迫サンド & 爆速もちぷるストロークで必ず射精まで導く至福のパイズリ体験VR（5月31日、アリスJAPAN）

### アダルト配信
- あずきまる（5月13日、陰娘）
- アズー（6月21日、素人ホイホイ）
- あずさ（6月21日、素人ホイホイZ）
- 精子提供を希望する人妻に夫に代わって孕ませ代行1【あず】（6月23日、街角シロウトナンパ）
- てんちゃん (erk066)（6月29日、素人ホイホイ）
- AZUKI（7月17日、素人ホイホイSH）
- 「こんな朝を迎えたい!」 朝フェラから始まる最高の1日 理想のMorning Routine!! 3（8月18日、DOC）
- 【かわいい系童顔なのにﾒﾁｬ巨乳のギャップ萌えエロボディ美女と中出しSEX!!】立ちんぼ女子から連絡先をGETして初デート! 緩急ついた腰使いで男を喜ばせるエッチ大好き美女のご奉仕プレイ2連戦!! あずきち（8月20日、MOON FORCE 2nd）
- 【長●ま●み似の天然巨乳ちゃん】「えっちなことが好きすぎて、こじらせてます。。。」 男性からお願いされると何でもしたくなってしまう超奉仕型女子。献身的に男の気持ち良いところをたくさん責めてくれます。スタイルが良いだけじゃなくて、Fカップ以上に見えるボリューミィーなおっぱいがスケベ心を駆り立てます。全身性感帯の彼女は、どこを触っても感じちゃう敏感娘。濡れすぎて、パンツからえっちな糸を引いている感じがそれを物語っています。終始、感じまくりのセックスはゆっくりと蕩けるようなスケベすぎる時間でした。 【初撮り】ネットでAV応募→AV体験撮影 2206 あず 23歳 和菓子屋でバイト（8月24日、シロウトTV）
- G乳デカ乳の本気パイズリで本領発揮したおはなし! 3Pセックスで大連続*中出し*ループッ! NANPA DRUNKERS in都内某所 feat ノリ軽淫乱オンナ改めa.k.a.爆乳（8月28日、パコちゃん。）
- シロウト観察 モニタリング ハイパー陽キャエロ娘の凸撃素人狩り！ ご本人登場DVD販売店編 天月あず（8月31日、桃太郎映像出版）
- シロウト観察 モニタリング メガ乳スペクタクルに理性ブッ飛びエロコス生中出しセックス！ ビデオボックス編 天月あず（8月31日、桃太郎映像出版）
- あずちゃん（9月1日、しろうとガチャ）
- 【エステ】Oさん(20)【特製オイルマッサージ】（9月3日、はめちゃん。）
- マジ軟派、初撮。 2074 みこ(仮) 2●歳 レストランでウェイター  【昔の長澤ま○み似の快活ボブカット女子とフェスを抜け出し熱烈性交!!】 168cmFカップグラマラス女子によるナンパSEXフェス開演!! 出会って10分、涎だくだく凄テクフェラ! イッてもやめない おかわり ピストンを求める欲しがり性欲モンスター!!（9月6日、ナンパTV）
- 『巨乳家庭●師と童貞男子が人生初の生挿入で1発10万円中出しSEXに挑戦！』デカ乳美女に頼み込んで筆下ろし！連続中出しでがっぽり賞金獲得！！【街角素人モニタリング♯さき】（9月27日、MAGNOLIA）
- あず（SCUTE-1469）（9月27日、S-CUTE）
- 4K Revolution アズかわいいが…止まらない。 天月あず（9月28日、クリスタル映像）
- おほぉ 文系おっぱい女子 天月あづ（10月4日、BOTAN）
- あず (dctv004)（10月11日、ドッキングTV）
- あず (buz049)（10月20日、Buzzシロウト）
- あず (refuck111)（10月25日、Re:Fuck）
- 都合よく優しくするくせに、「好き」の一言はくれないセフレ男にガチ恋する巨乳女：あまちゃん (21)【女がハマる甘い沼】（10月31日、しろうとまんまん沼）
- No.1483 国見安珠（10月31日、舞ワイフ）
- アナルのシワの数までハッキリわかる！ノーモザイク連続絶頂アナル見せオナニー 天月あず（11月7日、アイエナオナニー）
- 【F乳女が狸寝入りで誘ってくるのだが】自由奔放なパリピ美女と行きずりSEX! 寝てるの? 起きてるの? 責めてたてていくと微かに聞こえる喘ぎ声! 目を覚ますと本格的に性欲が覚醒!! 中出し含む3連戦!!【なまハメT☆kTok】【あず】（11月10日、街角シロウトナンパ）
- 【即ハメ希望】むちカワFカップの脱毛サロン店員を彼女としてレンタル! 口説き落として本来禁止のエロ行為までヤリまくった一部始終を完全REC!! 水着姿が眩しいナイトプールデートを楽しんだら、本来禁止のホテルに連れ込み秘密の恋人セックス!!「前戯無しが良い」「生でしようよ」と爆弾発言が飛び出すあずちゃんに生チ◯コを即ハメして…【レンタルカノジョ】（12月8日、プレステージプレミアム）
- あず 2 (scute1484)（12月28日、S-Cute）

- あず (kaku248)（1月17日、KAKUJITSU）
- 【新シリーズ】家でリラックスしてるノーブラ彼女と、部屋着すっぴん姿で貪り合う。僕にしか絶対見せない笑顔、メス顔、イキ顔…。金曜日の夜から土曜日の朝までの、二人だけのいちゃラブエロい最高な時間を疑似体験してみませんか? 秘密のカップルハメ撮り投稿 【半同棲カノジョ】 あず 24歳 日焼けあとGカップ歯科衛生士（1月24日、プレステージプレミアム）
- 天使な小悪魔! こう見えて超ビッ痴GAL。持ち前の明るさで男と即距離詰め、ち●ぽにも語りかける様に自然な流れで他人(ひと)の男をいとも簡単に… 禁断の寝取りドキュメント!! よく笑う彼女は攻めるのもM男も大好き。まさに逆ナンのために舞い降りたような彼女。余裕そうな表情で彼女持ちの男のち●ぽで遊ぶが最後には立場逆転で潮を噴きながら喘ぎ散らかし…!? 【NTRリバース】 みーちゃん 23歳 脱毛サロン店員（2月9日、プレステージプレミアム）
- 既婚者である会社の先輩との不倫関係解消宣言 → 最後だから先輩の好きなように抱かれまくったお別れSEX 【あず / 29歳 / 繊維メーカー営業】（2月12日、MOON FORCE LAST NIGHT）
- あーちゃん (srsy105)（2月21日、しろうと乱交サークルの刃）
- 【童顔Fカップ巨乳OL】奥手な男子を救うヤレる天使登場! 天真爛漫トーク炸裂で大盛り上がり! 面白いけどエッチなの?という心配をよそに… チ●ポが入れば激イキ! 潮吹き! エンジンかかりまくりで暴走しっぱなし!! プリンプリンの美巨乳 & エロ尻を眺めながら激しくピストン!! 濃厚3Pで中出しアリの7発射!! 【モテ女の本音】【あず】（2月23日、ハメ録ch）
- あーちゃん 2 (srsy106)（2月28日、しろうと乱交サークルの刃）
- あず (omad020)（4月26日、おまん堂）
- あずさん (omad021)（5月3日、おまん堂）
- あず (srom138)（5月6日、素人まっちんぐ）
- 【真夏の濡れ透け性交】猛暑を撃退! 渋谷のぴちぴちギャルを水鉄砲企画でナンパ→お金欲しさと押しの弱さで激動びしょびしょスケスケ濃密中出し性交! あずちゃん 学生（5月8日、Jackson）
- あず 3 (scute1505)（5月31日、S-Cute）
- あず (habj068)（6月24日、おっぱいちゃんず）
- あず (scute1514)（7月11日、S-Cute）
- 【NTR】こんな可愛いのに流されやすくて男に尽くし過ぎちゃうの可愛いよねw そりゃ中出しもするでしょww まな 23歳 ライブハウススタッフ（7月21日、NTR.net）

### イメージビデオ
星なこ 名義
- Nako 一番星が眩しくて 星なこ（2021年4月1日、REbecca）
- 君とどこかへ 星なこ（2021年7月23日、Superlative）

天月あず 名義
- 恋のミルキーウェイ 天月あず（2023年6月16日、メディアブランド）
- 湯女美人 天月あず（2023年12月20日、スパイスビジュアル）
- Twinkle Cherry 天月あず（2024年6月21日、メディアブランド）

### 写真集
- 満ちる 星なこ写真集（2021年7月27日、ジーウォーク、撮影：吉場正和）ISBN 978-4-86717-200-1 [37]

### デジタル写真集
星なこ 名義
- Nako 一番星が眩しくて 星なこ（6月11日、REbecca）
- FLOWER 星なこ vol.01～vol.08（10月15日、ジーウォーク、撮影：吉場正和）

- LOVEPOP デラックス 星なこ 001（11月25日、PAD）

- LOVEPOP デラックス 星なこ 002（1月27日、PAD）
- LOVEPOP デラックス 星なこ 003（4月7日、PAD）
- LOVEPOP デラックス 星なこ 004（5月3日、PAD）

天月あず 名義
- 恋のミルキーウェイ 天月あず（12月2日、メディアブランド）

- 天月あず × 水原みその × 吉根ゆりあ ヌルヌルッ! 乳ざんまい（1月29日、小学館、撮影：塩原洋）[38]
- SUMMER JAM 天月あず（8月16日、プレステージ出版、撮影：街田和由）※【グラビア写真集】と【ヌード写真集】の2種類あり。
- DokkiriQueen 天月あず（10月10日、シーガル）

- DokkiriQueen 天月あず B（1月23日、シーガル）

## 製品

### アダルトグッズ
オナホール
- 神フェラ クラシック 天月あず（2025年2月20日、SSI JAPAN）

ローション
- 日本のローション 天月あず 180ml（2025年4月18日、ワイルドワン）

## 出演・連載

### オリジナルビデオ
- デリシャスボディガール・瞳 超高級食パンのセクシーディナーを召し上がれ（2021年1月、シネポップ）‐ 西川瞳 役[39]

### テレビ
- ビーチ9（2021年6月、テレビ埼玉）マンスリーゲスト

### インターネット配信
- オトナの保健室（2023年11月9日 - 、オトナの保健室/YouTube）※麻美ゆま、架乃ゆらとの共演
- 救星戦隊ワクセイバー スペシャル（全4話）（2025年2月14日 - 3月7日、GIGA特撮チャンネル/YouTube） - ピンクアース / 仁科おとは 役

### 連載コラム
- 星なこの森じゃなくて星なんですけど（ジーオーティー「月刊FANZA」2020年12月号 ‐ 2021年3月号）[40]
- 星なこホラー映画コラム ムービー☆スター（アドネスト「夕やけ大衆」2021年5月2日[41] ‐ 6月28日[42]）